# Маточина

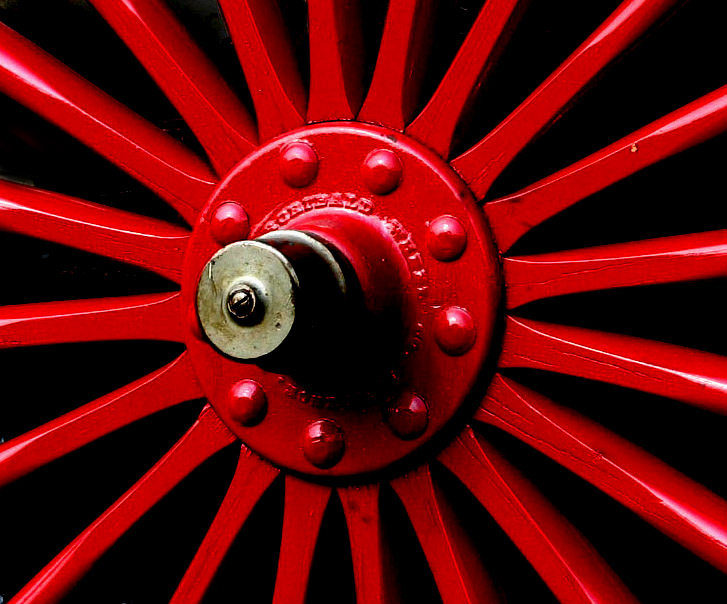
Маточина колеса

Ма́точина (рідше ступи́ця, діал. коло́диця, колодка) — центральна частина обертової деталі механізму чи машини (махового колеса, шківа, зубчастого колеса, гребного гвинта судна тощо), що має отвір для посадки на вал або вісь. Маточина з ободом колеса може сполучатись за допомогою спиць або диска.

## Конструктивні особливості
Отвір маточини, що встановлюється на валу зазвичай, має шпонковий паз або шліцовий профіль для передавання крутного моменту. Якщо ж деталь вільно обертається на осі, то в отвір маточини запресовують втулки вальниць ковзання або встановлюють вальниці кочення.

## Геометричні характеристики
Для забезпечення міцності зовнішній діаметр маточини повинен дорівнювати 1,5-1,8 від діаметра отвору, для запобігання перекосу деталі на валу довжина маточини зазвичай, мусить бути не меншою за діаметр отвору. Довжина маточини зубчастого колеса, переважно береться l = (0,8…1,2)d , для маточин шківів l = (1,2 …1,5)d, де d — діаметр валу під маточиною.
Внутрішня поверхня маточини під вал повинна мати шорсткість Ra ≤ 2,5 мкм.

## Інше
- Для позначення вузла мережі, а також деяких технічних деталей, вживають англіцизм «хаб» (англ. hub — «маточина»).